# Lara Cox
Lara Cox, née le 6 mars 1978 à Canberra, est une actrice australienne connue entre autres pour avoir tenu le rôle d'Anita Scheppers dans la série TV Hartley, cœurs à vif.

## Biographie
Lara Jane Cox est née le 6 mars 1978 à Canberra, en Australie. Elle étudia au Daramalan College à Canberra puis au Menai High School à Sydney. Pendant les vacances scolaires, Lara posait en mannequin pour gagner de l'argent. Elle est engagée par l'agence Morrissey Management et commence sa carrière d'actrice en 1998 en interprétant le rôle d'Anita Scheppers dans la série télévisée australienne Hartley, cœurs à vif.
En 2008, Lara se forme à l'école d'art dramatique Ivana Chubbuck Studio à Los Angeles, Californie. 
Elle apparaît dans des publicités télévisées pour différents produits : Lunesta (somnifère) en 2007, Hahn Super Dru (bière) en 2009, Claratyne (antiallergique) et Subaru en 2011, RAMS (prêts immobiliers) en 2012. En 2008, elle tourne dans un spot publicitaire « Wombat » pour la WWF.
En 2012, elle obtient le prix d'excellence de la meilleure actrice aux Los Angeles Movie Awards dans la catégorie International pour son rôle dans le court métrage The Boy Who’d Never Seen Rain, de Kim Ramsay.
Entre 2007 et 2010, elle reprend ses études à l'université Jansen Newman Institute (Australie) et obtient son diplôme de psychothérapie.
Elle a eu une relation avec l'acteur Callan Mulvey rencontré sur le plateau de Hartley, cœurs à vif entre 1997 et 2000.
Elle est aujourd'hui mariée à Jeff Springer et ont deux enfants : Max et Jay.

## Filmographie

### Cinéma
- 2000: Angst : Heather
- 2002: Balmain Boys : Fiona
- 2003: Kangourou Jack : fille dans l'avion
- 2003: Evil Never Dies : Maggie
- 2003: Sirènes (Mermaids) (TV) : Cynthia
- 2004: DeMarco Affairs : Erika Liechtenstein
- 2004: BlackJack: Sweet Science : Claire
- 2005: The Instructional Guide to Dating : Hôtesse
- 2006: Voodoo Lagoon : Carolina
- 2006: Stepfather of the Bride : Natalie
- 2007: Gravy : Angie
- 2007: Acting Out : Skye
- 2008: Glass : une Femme
- 2008: The Dinner Party : Angela King
- 2009: The Makeover : Patricia Bartlett
- 2009: The Marine 2 : Robin Linwood
- 2010: Little Leopold : Annabel
- 2012: Ryder Country : Madson Casey
- 2012: The Boy Who'd Never Seen Rain : Rita Cobblin
- 2013: Stew : La mère

### Série
- 1998: State Coroner : Kelly
- 1999: Hartley, cœurs à vif : Anita Scheppers
- 2000: Above the Law : Caitlan
- 2001: BeastMaster, le dernier des survivants : Marika
- 2001: Head Start : Posy
- 2002: Le Monde perdu : Finn
- 2005: Blue Water High : Erica
- 2006: H2O: Just Add Water : Linda Denman PhD
- 2008: All Saints : Cathy Maxwell
- 2009: The Jesters : Sarah
- 2014: Women He's Undressed : Ginger Rogers
- 2017: Drop Dead Weird : Stella
- 1998-2017: Summer Bay : Bianca Zeboat (1998-1999), Marie Cashman (2007-2008), Quinn Jackson (2017)